# Capitolio del Estado de Washington
El Capitolio del Estado de Washington (en inglés Washington State Capitol) en la ciudad de Olympia es la sede del gobierno del estado de Washington. Alberga las salas de la legislatura del estado de Washington y las oficinas para el gobernador, vicegobernador, secretario de estado y tesorero y es parte de un campus que consta de varios edificios. Esye también comprende los edificios de la Corte Suprema de Washington, las agencias ejecutivas y la Mansión del Gobernador de Washington.

## Historia
Cuando Olympia se convirtió en la capital del territorio de Washington en 1853, el fundador de la ciudad, Edmund Sylvester, otorgó a la legislatura 4,9 hectáreas de tierra para construir el capitolio, ubicado en una colina que domina lo que ahora se conoce como Capitol Lake. Se construyó un edificio de dos pisos con estructura de madera en el sitio, donde la legislatura se reunió a partir de 1854. Cuando el presidente Benjamin Harrison aprobó la constitución del estado en 1889, donó 530 m² de tierras federales al estado con la estipulación de que los ingresos se utilizaran solo para la construcción del capitolio estatal.
La legislatura formó la Comisión del Capitolio del Estado en 1893 para supervisar la creación de un nuevo capitolio en la propiedad en Olympia. La comisión tuvo un concurso a nivel nacional para encontrar un arquitecto y eligió la presentación de Ernest Flagg. La construcción comenzó según el plan de Flagg, pero pronto se detuvo debido a las malas condiciones económicas y solo se completaron los cimientos. Cuando la legislatura finalmente aprobó una asignación de fondos adicionales en 1897, el gobernador recién electo John Rogers la vetó. Rogers abogó por la compra del actual Palacio de Justicia del Condado de Thurston en el centro de Olympia, ahora conocido como el "Viejo Capitolio" y sede de la Oficina del Superintendente de Instrucción Pública. La legislatura aprobó la nueva ubicación y comenzó a reunirse allí en 1905.
El Palacio de Justicia se convirtió en la ubicación de todas las agencias del gobierno estatal y, en unos pocos años, la legislatura decidió que el edificio era demasiado pequeño y se convocó una nueva Comisión del Capitolio Estatal en 1911. Esta vez, la comisión estaba interesada en construir un grupo de edificios para servir como el capitolio en lugar de una sola instalación y seleccionó el diseño presentado por la empresa Walter Wilder y Harry White.
Los diseños de Wilder y White fueron influenciados por los hermanos Olmsted que se desempeñaron como consultores de 1911 a 1912 y diseñaron y supervisaron el paisajismo del campus de 1927 a 1931. La construcción del campus comenzó en 1912 y el Templo de la Justicia se completó en 1920, seguido del Edificio de Seguros y la planta de energía y calefacción. Tras múltiples revisiones de los planos, el Edificio Legislativo se completó en 1928. Se construyeron edificios adicionales en el campus durante las siguientes décadas.
El Campus del Capitolio fue inscrito en el Registro Nacional de Distritos Históricos en 1974 y contiene o contribuye a algunas de las vistas más valiosas del estado, incluidas las Montañas Olímpicas, Puget Sound, Mt. Rainier, el Capitol Dome y el Capitol Grupo de edificios en la colina. El diseño del Capitol Campus es un gran ejemplo del estilo City Beautiful de la era progresista de principios del siglo XX.

## Edificios
En el campus se encuentran el edificio legislativo, el templo de la justicia, el edificio de oficinas del Senado John A. Cherberg, el edificio de oficinas del Senado Irv Newhouse, el edificio de seguros, el edificio de oficinas de John L. O'Brien House, el edificio Joel M. Pritchard y varias otras oficinas. Edificios. El Conservatorio del Capitolio, construido en 1939 por la Works Progress Administration, albergó varios tipos de flora hasta que fue cerrado permanentemente el 5 de septiembre de 2008. El campus también alberga muchos monumentos a los veteranos.
El sello del estado, que aparece en todos los edificios en la bandera del estado, tapices, barandillas, manijas de las puertas y en otros lugares, fue diseñado por el joyero de Olympia Charles Talcot haciendo dos círculos y colocando un sello de dos centavos de George Washington en el medio. Incluso hay una versión de bronce del sello en el piso de la rotonda. Con el tiempo, la nariz de George Washington se ha desgastado debido al tráfico peatonal y ahora está acordonada para evitar daños mayores.

### Edificio legislativo

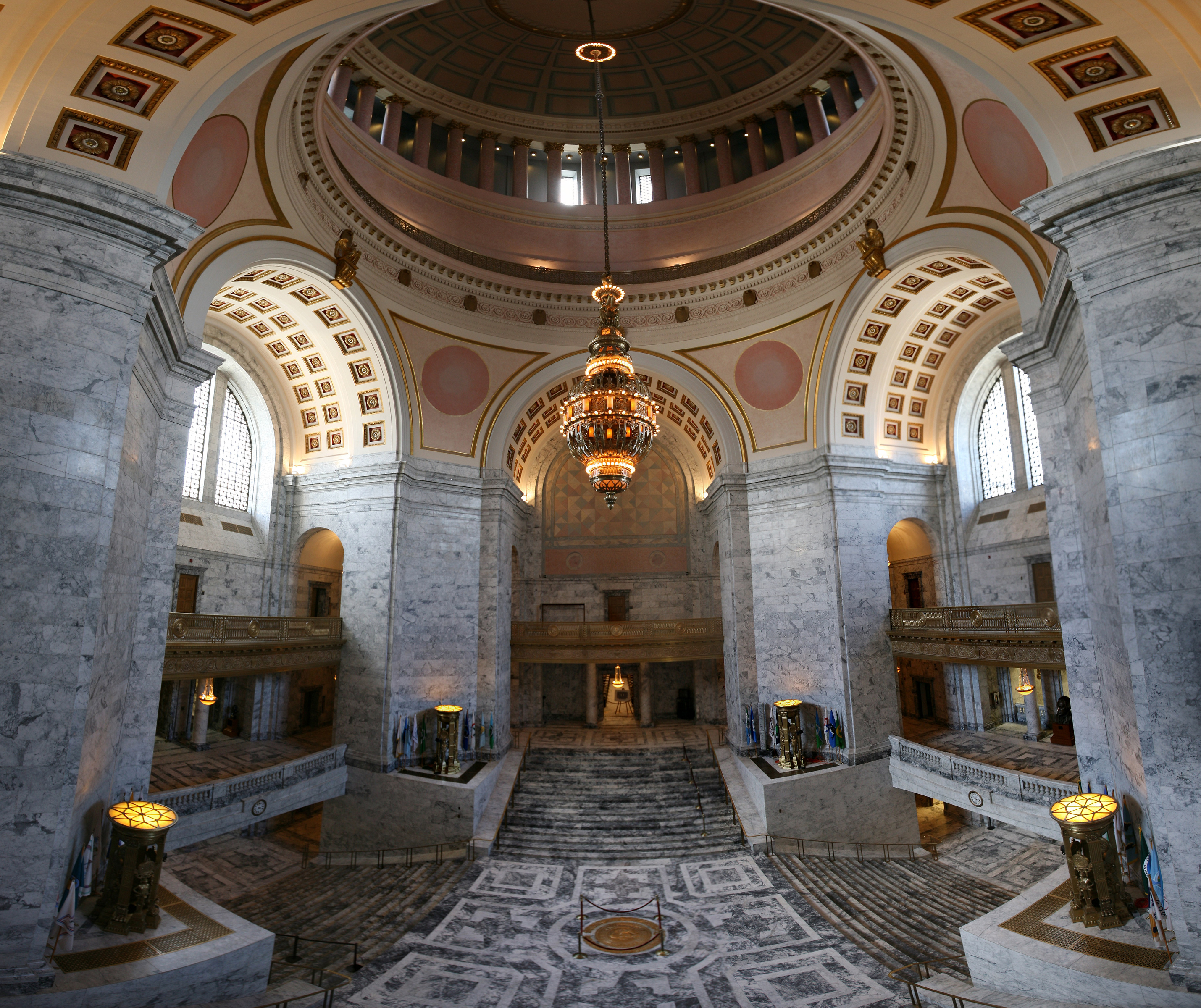
Interior del Edificio Legislativo.

El Edificio Legislativo alberga las cámaras de la Legislatura del Estado de Washington y las oficinas de varios funcionarios electos. Este edificio es la característica dominante de los terrenos del capitolio, con su cúpula de 87 m de alto, lo que la convierte en la cúpula de mampostería autoportante más alta de los Estados Unidos y la quinta más alta del mundo, superada solo por la Basílica de San Pedro en Roma, la Catedral de San Pablo en Londres, la Pagoda Global Vipassana en Bombay y Santa Maria Del Fiore en Florencia. Varias características en la estructura que conmemoran la incorporación de Washington a la Unión como el estado número 42: 42 escalones conducen a la entrada norte del edificio y una de las cuatro banderas de 42 estrellas propiedad del estado se exhibe en la Sala de Recepción del Estado. Las banderas con este número de estrellas nunca fueron oficiales debido a la admisión de Idaho poco después de Washington.
El edificio tiene una huella rectangular y está construido de ladrillo y hormigón y revestido en el exterior con piedra arenisca extraída de Wilkeson, Washington. La estructura consta de cuatro plantas con la cúpula en el centro que alcanza una altura de 87,5 M en el exterior y 53,3 M desde el suelo. El primer piso está dentro de la base elevada y alberga oficinas. El segundo y tercer pisos están rodeados por columnas dóricas y coronados por una cornisa que rodea el edificio. El cuarto piso está cubierto con un techo a dos aguas que se sitúa detrás de la cornisa en el tercer piso. En la fachada norte, la entrada se encuentra en un pórtico enmarcado por ocho columnas corintias a las que se accede por 42 escalones de granito. Un pórtico similar se encuentra en la fachada sur, pero cubre una rampa para vehículos hasta el nivel inferior en lugar de escalones. La cúpula está rodeada por cuatro pequeñas cúpulas de piedra arenisca y coronada por una linterna y un pararrayos. Los pisos y muchas paredes interiores están cubiertos por mármol de Alaska y mármol de Bélgica, Francia, Alemania, Italia se utilizan en otras partes del interior.
Todas las lámparas y ollas de fuego romanas en la rotonda fueron hechas por Louis Comfort Tiffany, hijo de Charles Lewis Tiffany, fundador de Tiffany and Company Los 4535 kg lámpara de araña sobre la rotonda está suspendida a 15 m sobre el suelo a 31 m cadena y mide 8 m de altura. Podría caber en un Volkswagen Beetle de tamaño completo si se coloca de lado y presenta rostros de tamaño natural, figuras humanas y 202 luces.
El Edificio Legislativo también alberga un gran busto de bronce de George Washington. Con el tiempo, la nariz del busto se ha vuelto brillante debido a que los visitantes lo frotan para dar buena suerte.

### Otros edificios

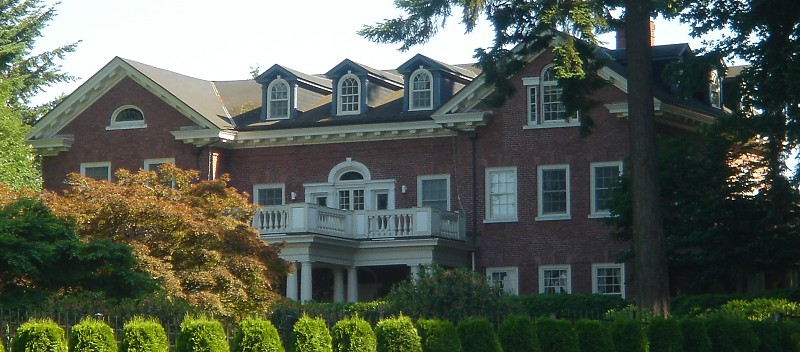
La mansión del Gobernador.

Frente al Edificio Legislativo se encuentra el Templo de la Justicia, sede de la Corte Suprema del Estado y la Biblioteca Estatal de Derecho. Hasta 1924, las salas de carbón y calderas sin usar ubicadas debajo del Templo de la Justicia albergaban el Laboratorio de Pruebas de la División de Carreteras, que más tarde se convertiría en el Laboratorio de Materiales del Departamento de Transporte.
La Mansión del Gobernador se encuentra inmediatamente al oeste del Edificio Legislativo. Construida antes que el resto del campus del capitolio en 1908, la mansión de estilo neocolonial británico de cuatro pisos fue pensada como una estructura temporal y, a lo largo de los años, la legislatura estatal ha considerado reemplazarla con un edificio de oficinas o una nueva mansión. La legislatura decidió renovar y remodelar el edificio existente en 1973 y, desde entonces, la Fundación Governor's Mansion, privada y sin fines de lucro, lo ha mantenido. En 1979 fue incluida e el Registro Nacional de Lgares Históricos.

### Arte y monumentos

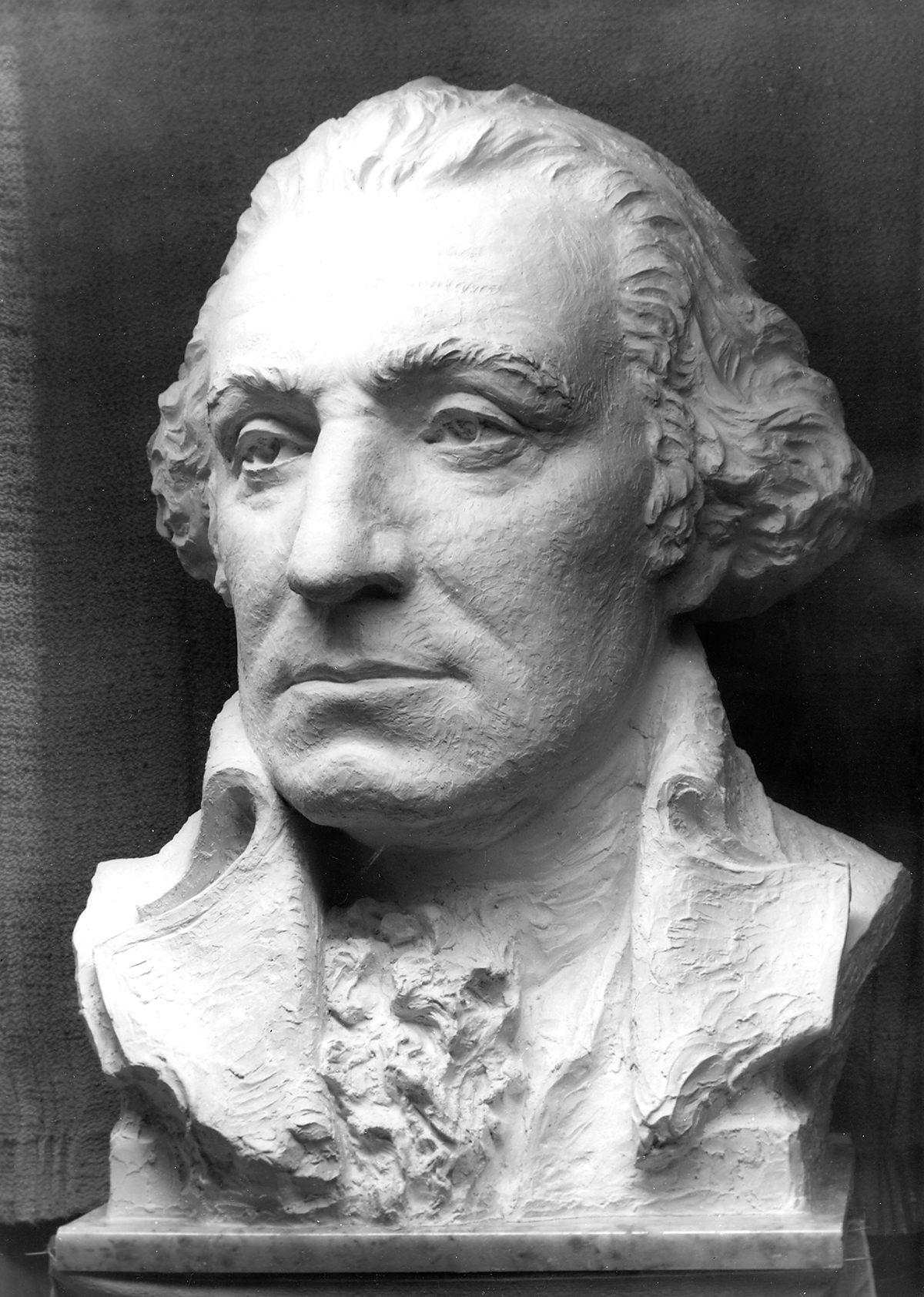
Escultura retrato colosal de George Washington

Hay 18 importantes instalaciones de arte y monumentos en el campus. El monumento de la Victoria Alada, que conmemora la Primera Guerra Mundial, es uno de los más destacados. Esculpido por Alonzo Victor Lewis en bronce, su pedestal de granito tiene cuatro inscripciones. Dedicado el 30 de mayo de 1938, el monumento ha sido restaurado en numerosas ocasiones desde entonces. La réplica de la Fuente de Tivoli fue diseñada por los arquitectos Wohleb, Wohleb y Bennett. En él está inscrito "Réplica de la fuente de Tívoli — Parque Tívoli, Copenhague, Dinamarca". Presentado al estado de Washington por la Fundación Olympia-Tumwater. Peter G. Schmidt, presidente. 1953." Otros puntos de interés incluyen la Segunda Guerra Mundial, la Guerra de Corea, la Guerra de Vietnam, la medalla de honor, el POW-MIA y los memoriales de las fuerzas del orden; Arco de la estadidad; Obras de calderas; Fuente Du Pen; Misterios de la vida; Sea to Sky; El chamán; una escultura sin título de Lee Kelly (1973); Reloj de sol territorial; el Jardín de Agua; y mujer bailando.

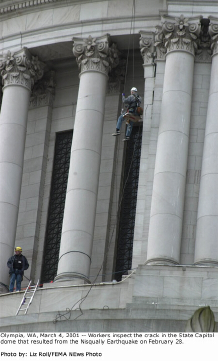
Los trabajadores inspeccionan la grieta en el Estatal Capitol domo que resultado del Nisqually terremoto El 28 de febrero de 2001.

Tres grandes terremotos han afectado a la capital desde su construcción. La primera, en 1949, dañó la cúpula del edificio legislativo de la cúpula tan mal que tuvo que ser reemplazado por completo. Un terremoto de magnitud 6.5 en 1965 tuvo resultados aún peores, con los contrafuertes de ladrillo de la cúpula en tan malas condiciones que una réplica importante podría haber causado su colapso por completo, según un informe estatal. El estado realizó trabajos después de ambos terremotos para reducir el impacto de sucesos futuros y realizó mejoras sísmicas adicionales en 1975. El terremoto de Nisqually de 2001 causó más daños, incluido un contrafuerte astillado, pero el trabajo de resistencia al terremoto evitó daños más graves al edificio.
Los diseños de Wilder y White para la cúpula, con un peso de 26 000 toneladas métricas, exigían que la cúpula se fijara a sus estructuras de soporte por gravedad en lugar de mediante pernos o sujetadores. Durante un terremoto, la cúpula podría moverse, junto con las columnas de piedra arenisca que la sostienen. Las columnas se movieron hasta tres pulgadas (76 mm) durante el terremoto de Nisqually. Las renovaciones completadas en 2004 por la empresa de diseño EYP Architecture & Engineering fijaron la cúpula de forma permanente al resto del edificio.

## Aspectos legales y seguridad
Debido a que los terrenos del Capitolio están fuera de la jurisdicción normal de los condados de Olympia y Thurston, el sheriff y la policía de la ciudad no investigan los delitos en el campus del Capitolio. La Patrulla del Estado de Washington es responsable de la aplicación de la ley y las investigaciones en los terrenos del Capitolio, así como en el Antiguo Edificio del Capitolio y junto al Parque Sylvester en el centro de Olympia. El Senado y la Cámara también tienen su propio personal de seguridad.
Después de los ataques del 11 de septiembre, había un control de seguridad en la entrada del edificio del Capitolio, completo con magnetómetro y máquina de rayos X, pero la seguridad ha vuelto a su estado original. El Capitolio es uno de los pocos en el país, junto con Texas y Kentucky, sin restricciones para portar armas de fuego.

## Controversias
En diciembre de 2008, se exhibió un letrero ateo junto a un belén en el Capitolio del Estado como parte de una exhibición navideña, lo que provocó una amplia cobertura de los medios y controversia. El letrero fue robado, pero finalmente se encontró y se devolvió al Capitolio. Hubo una rápida afluencia de solicitudes de individuos y grupos que querían mostrar otro material, incluido un poste Festivus y una solicitud de la Iglesia Bautista de Westboro para mostrar un letrero que dijera (entre otras cosas) "Santa Claus te llevará al infierno".

## Galería

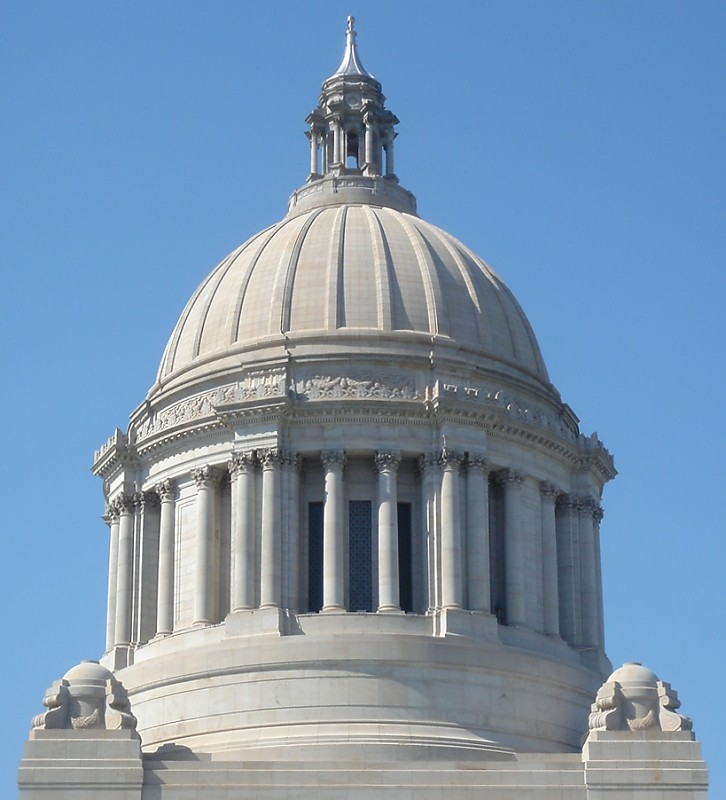
La cúpula y el farol del Edificio Legislativo.
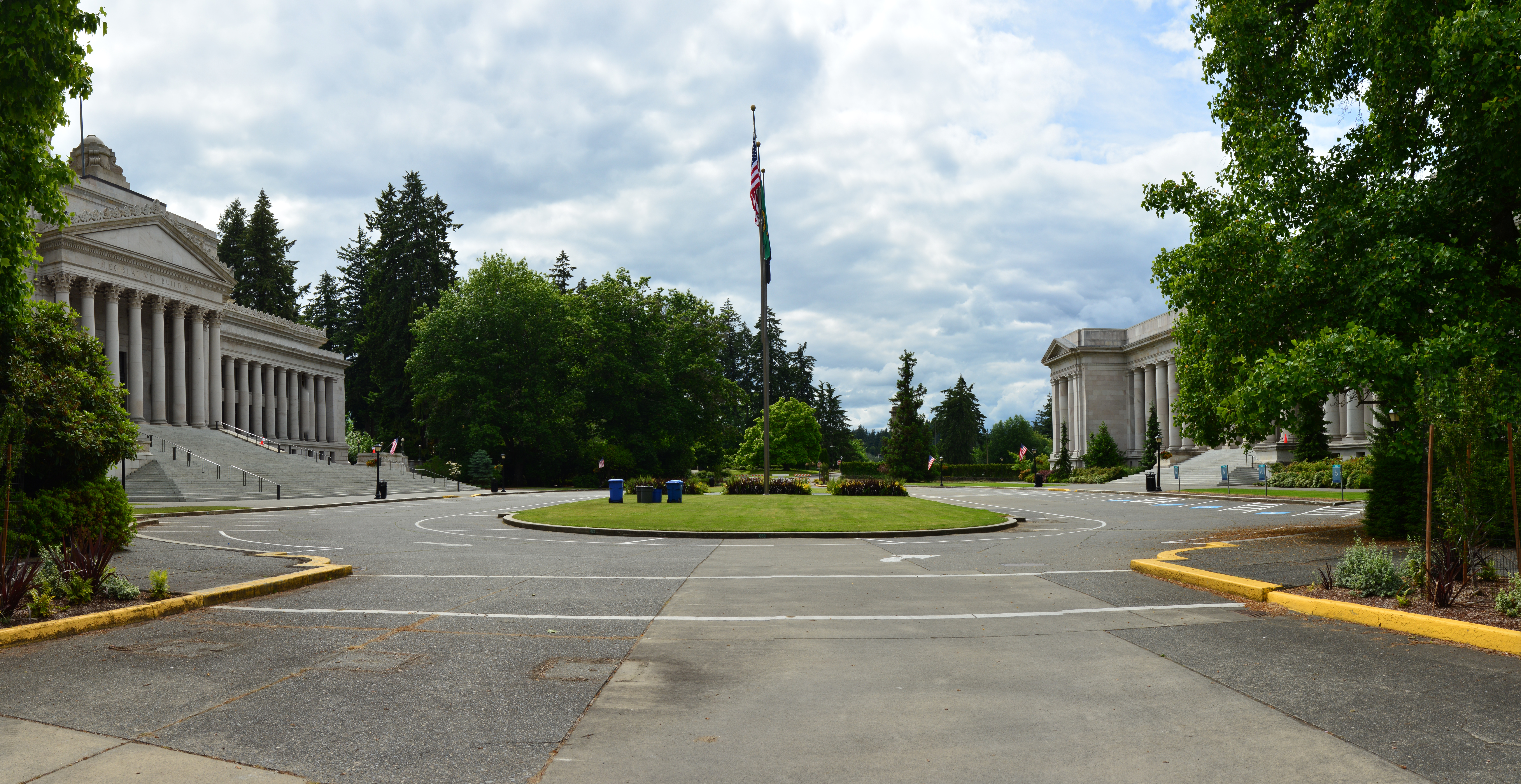
Vista panorámica del Edificio Legislativo y Templo de la Justicia.
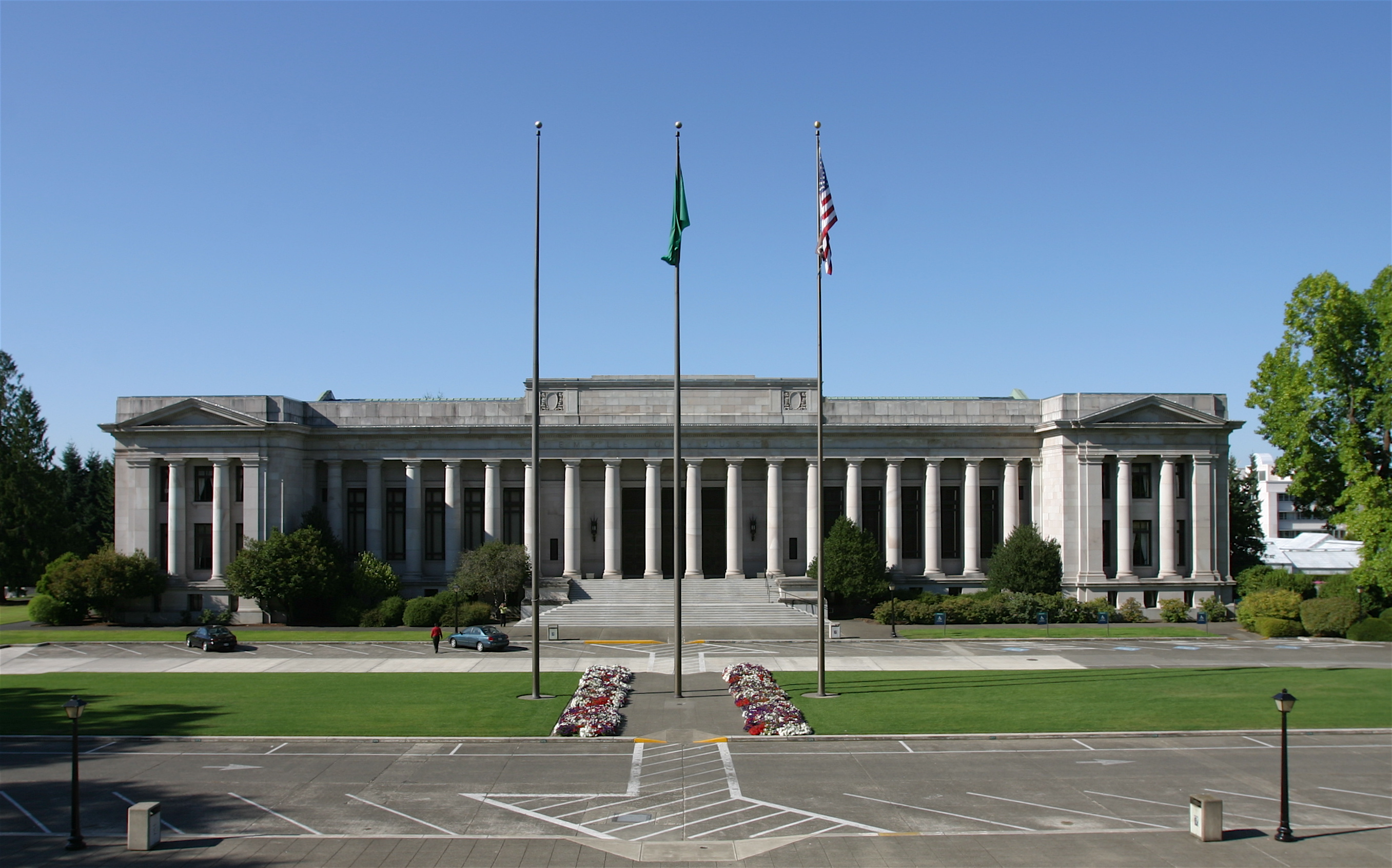
Entrada al Templo de la Justicia, frente al Edificio Legislativo.
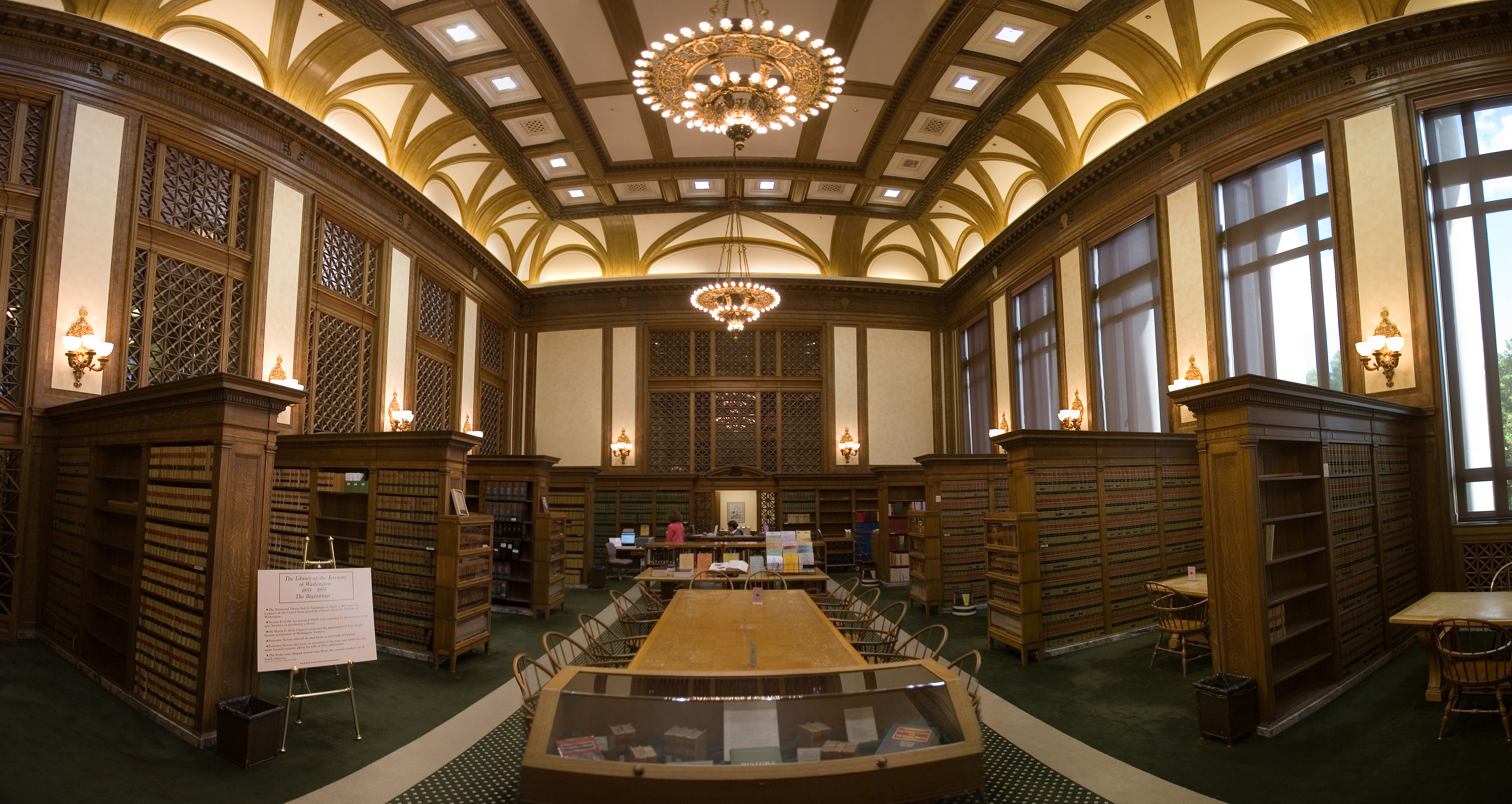
La biblioteca jurídica del Templo de la Justicia.
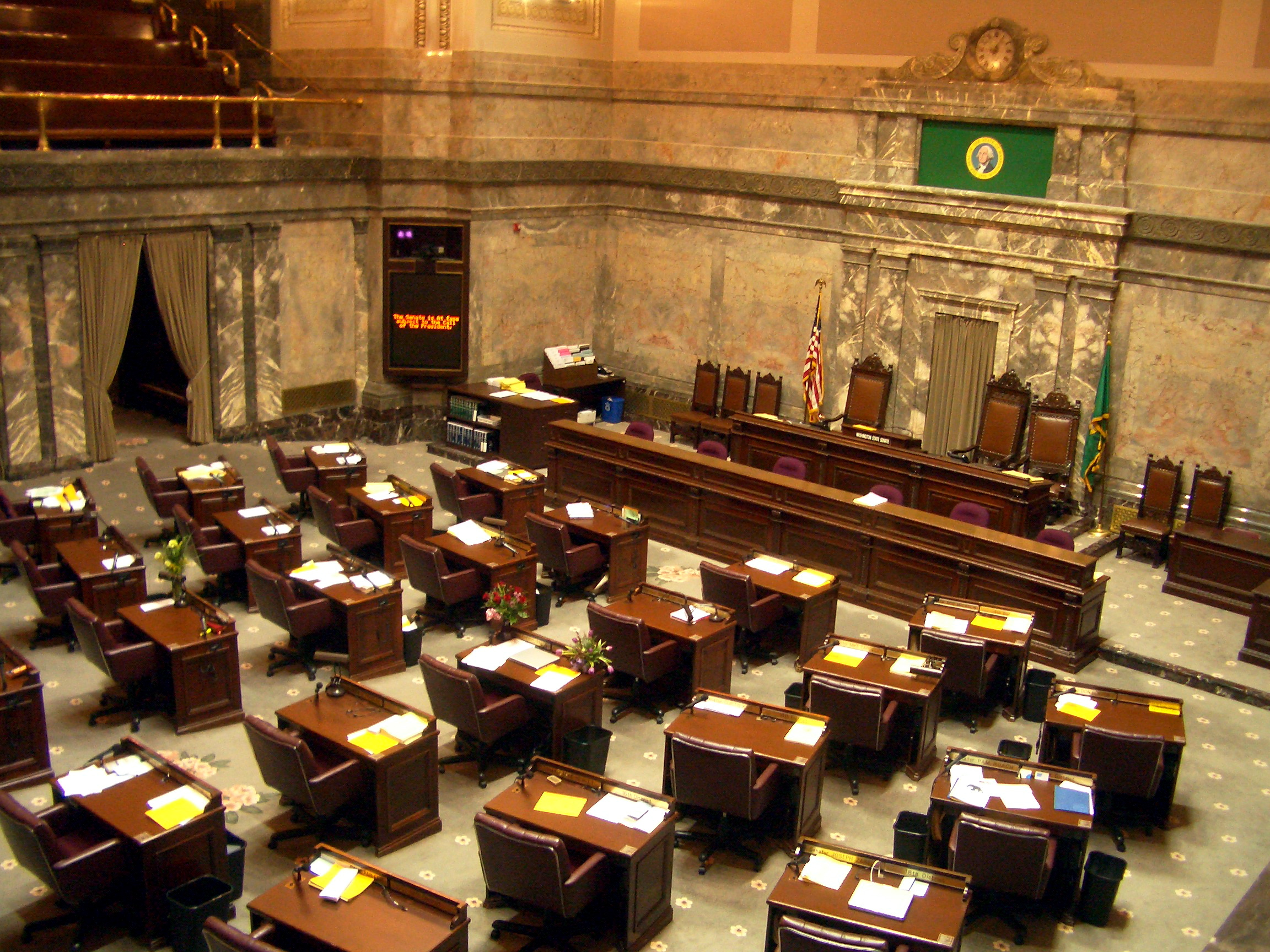
Interior de la Cámara de Senadores en el Edificio Legislativo.
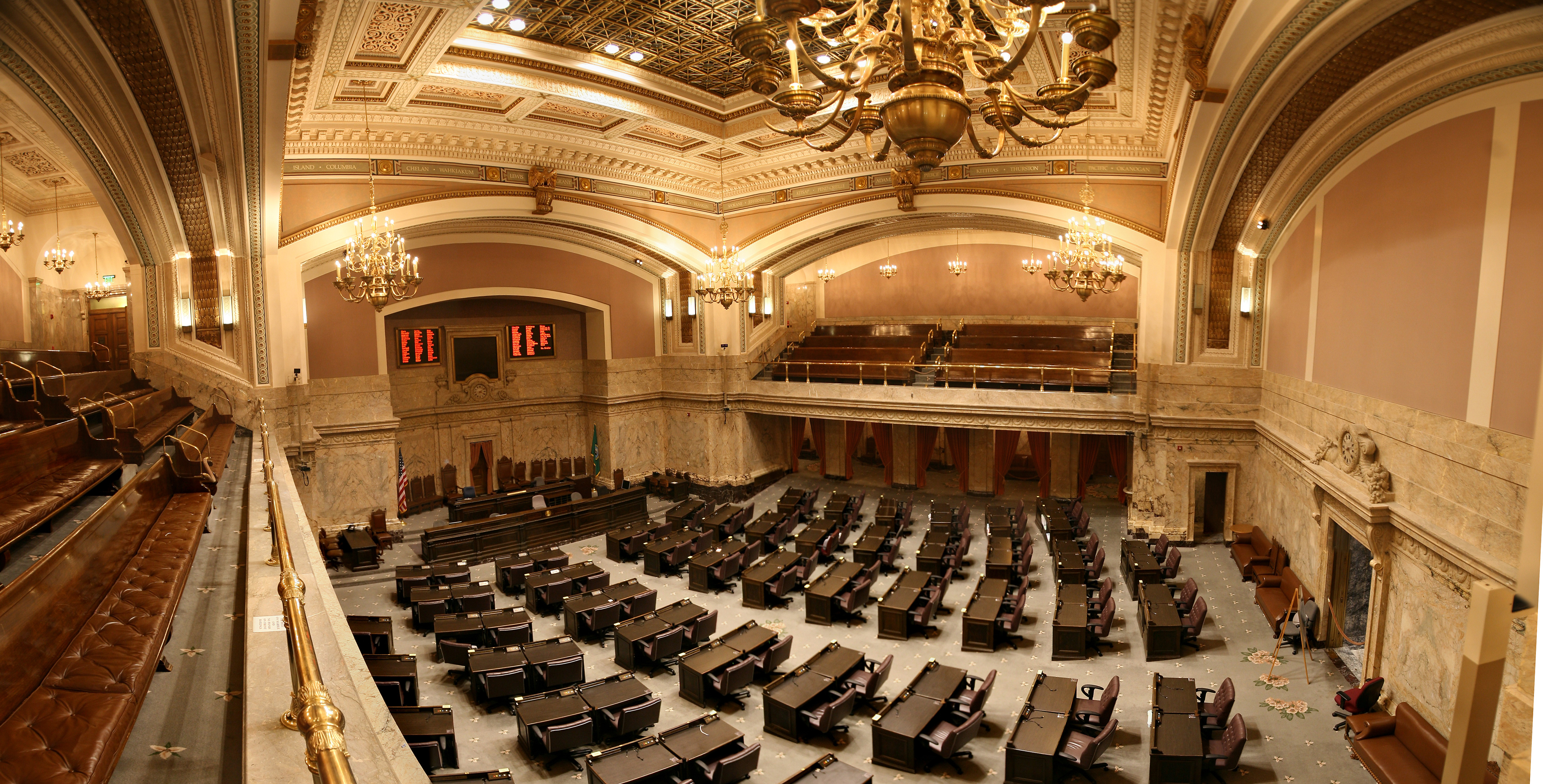
La Cámara de Representantes, también en el Edificio Legislativo. Los nombres de los condados están escritos a lo largo del techo.
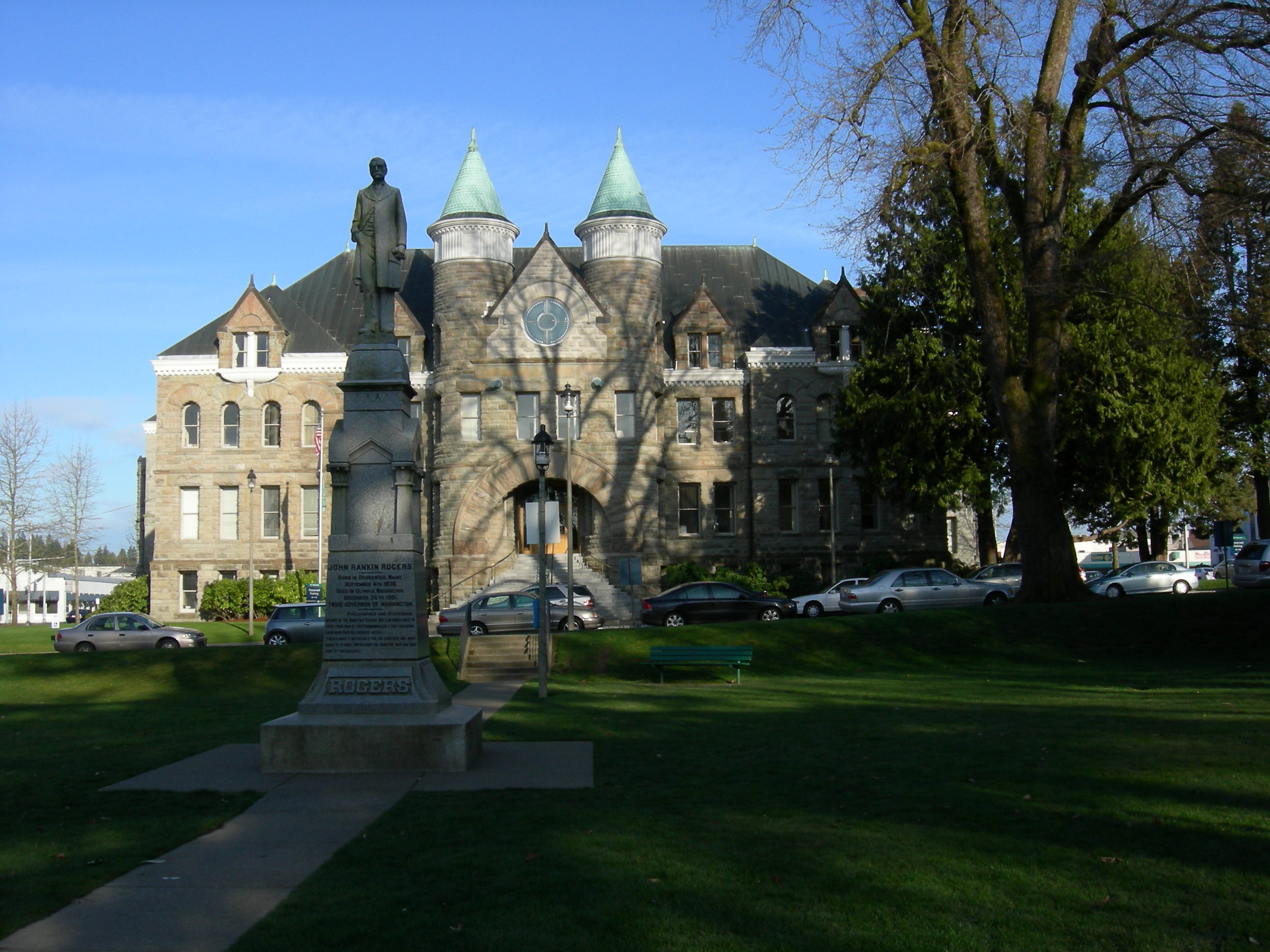
Una vista del Antiguo Capitolio con la estatua de J. R. Rogers, primer gobernador del estado de Washington.
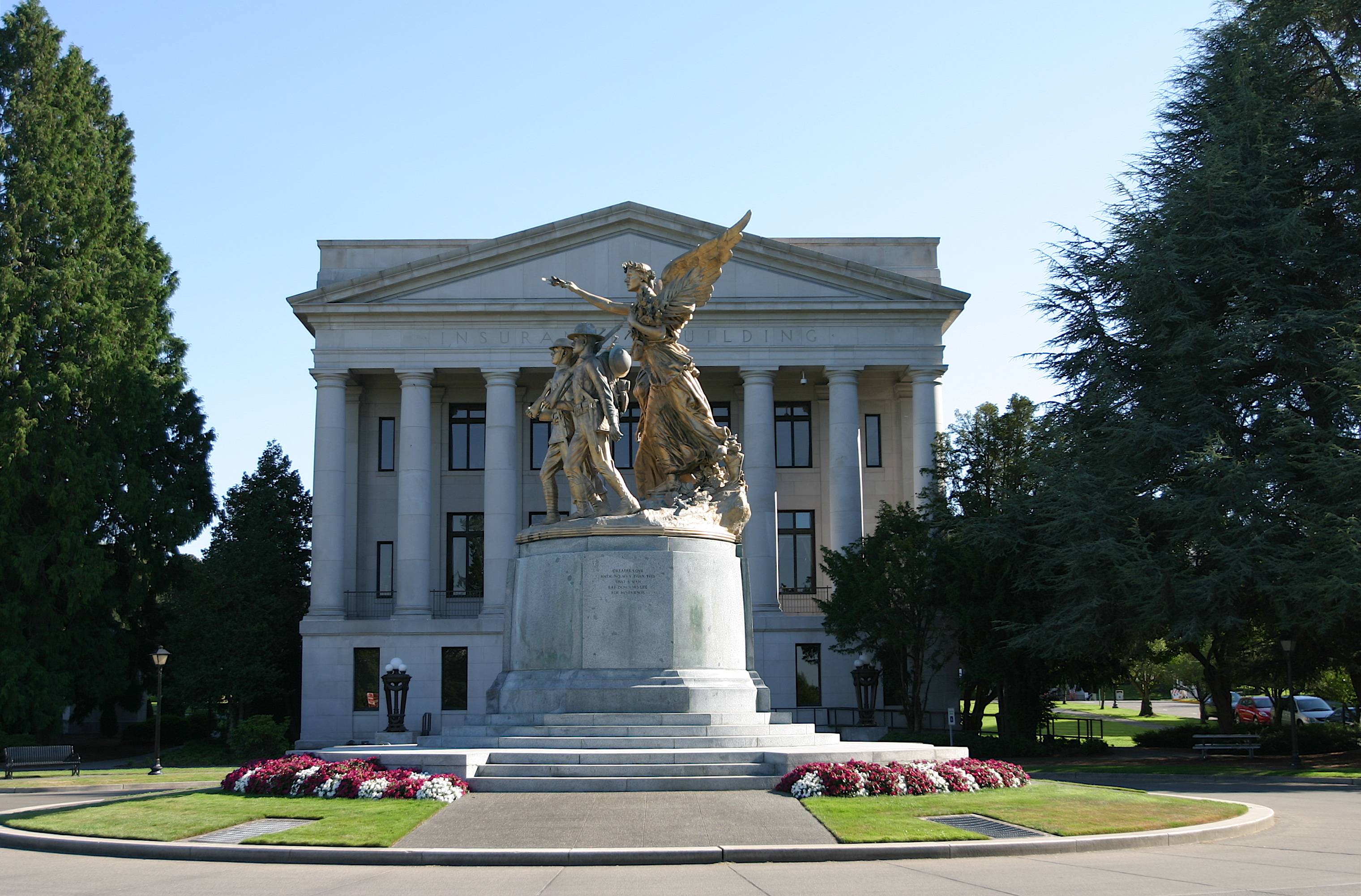
El Insurance Building.
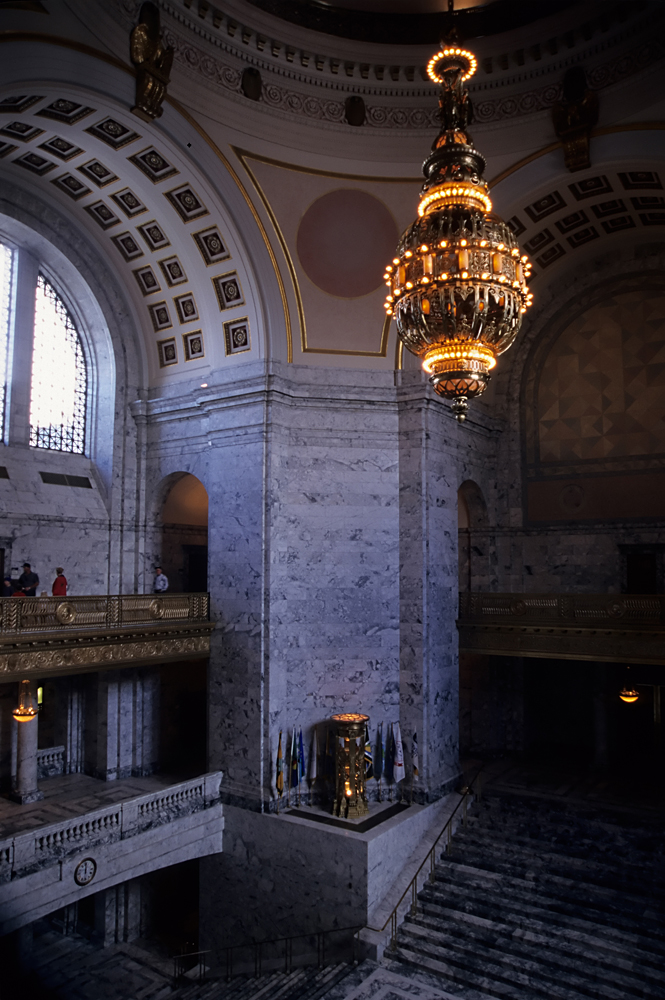
La rotonda del edificio Legislativo con candelabro y brasero romano.
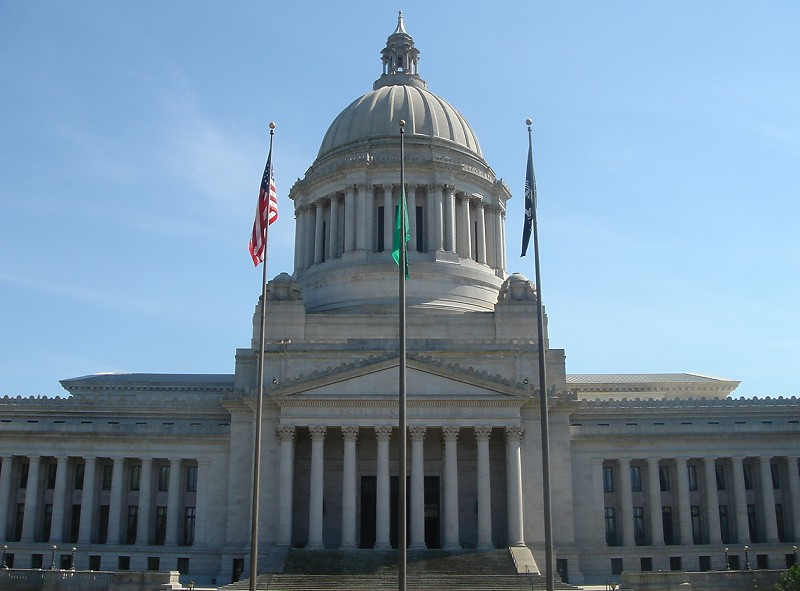
Edificio legislativo del Capitolio del Estado de Washington
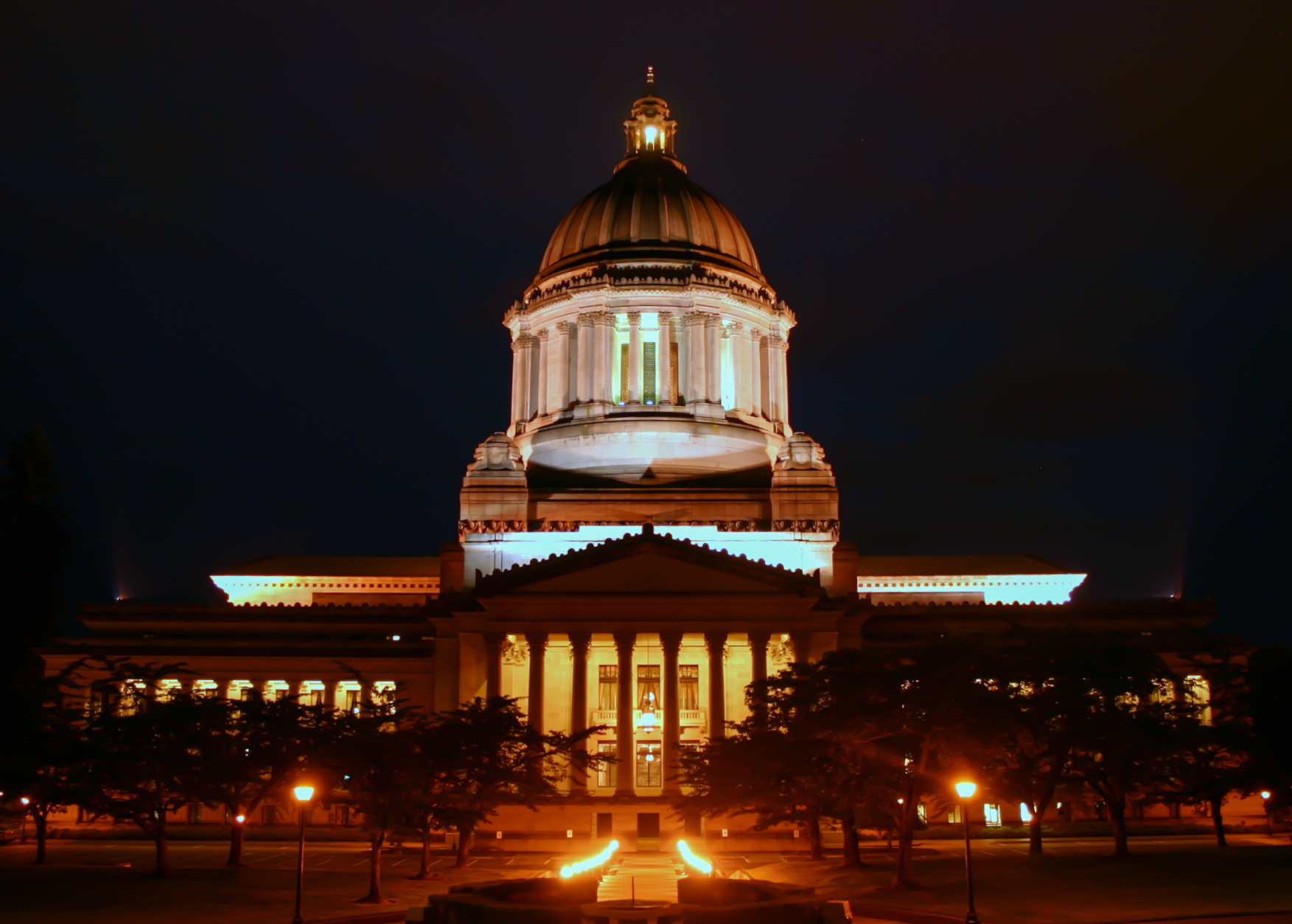
Edificio del Capitolio del Estado de Washington en la noche
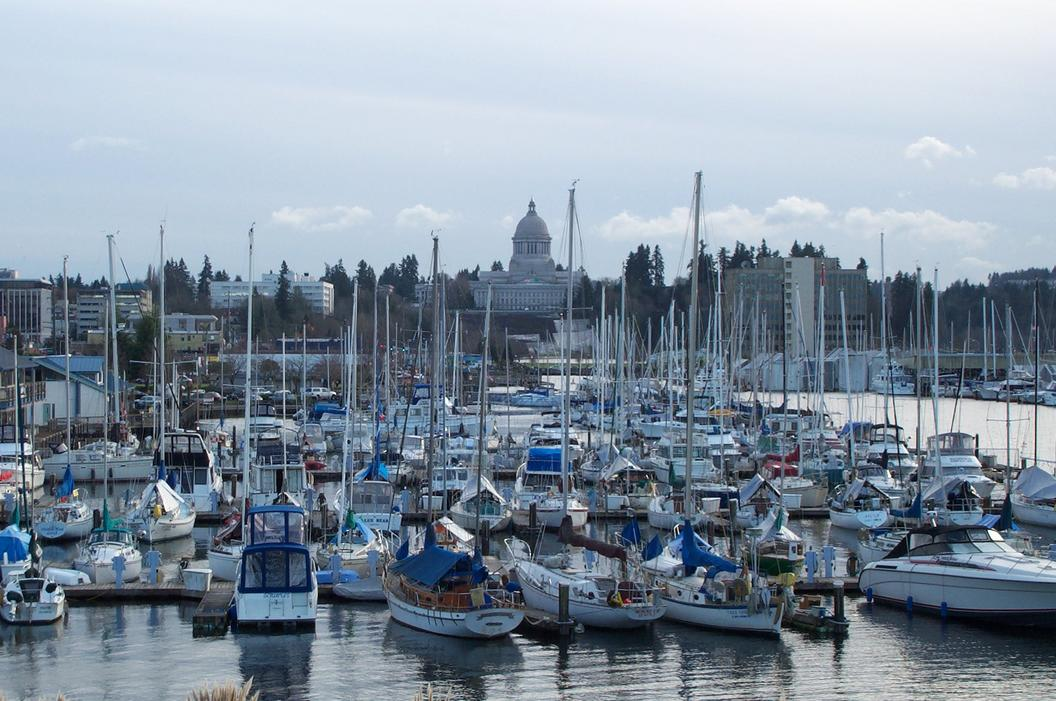
El Capitolio desde Budd Bay
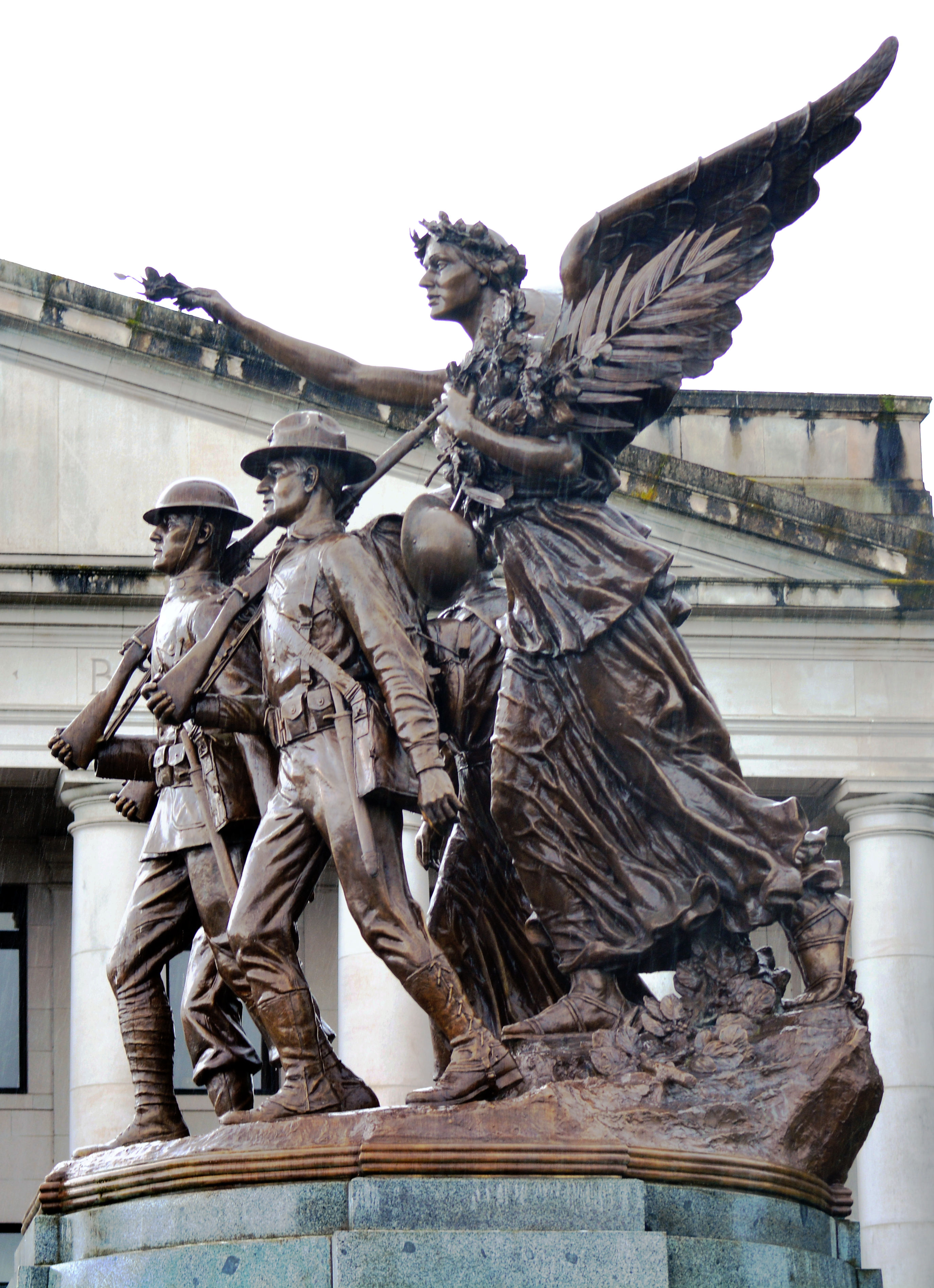
Winged Victory
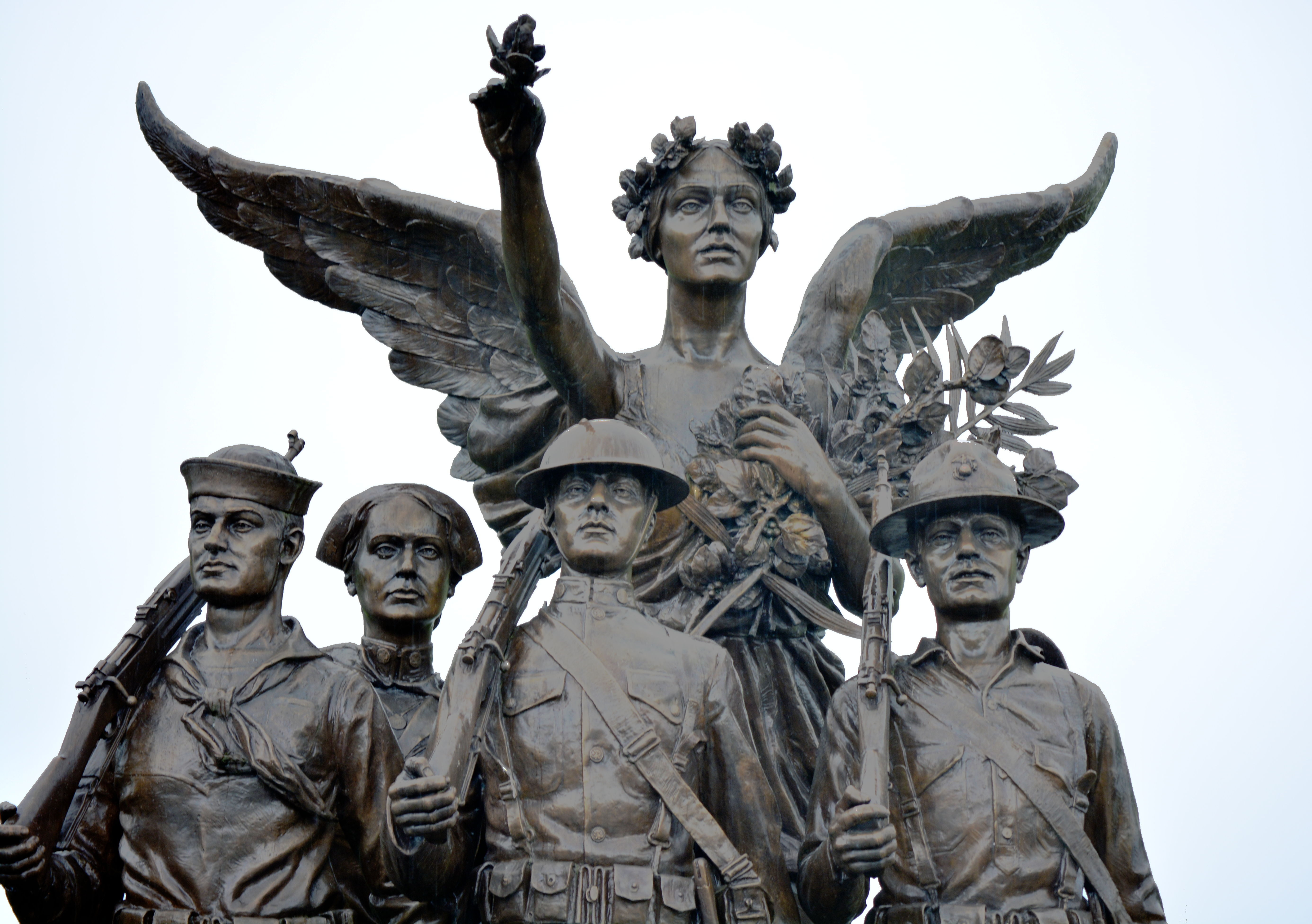
Winged Victory (detalle)